# Junta de Semana Santa de Salamanca
La  Junta de Semana Santa de Salamanca es el organismo encargado de la coordinación de las distintas cofradías, la promoción y divulgación de la Semana Santa junto con otras instituciones, la financiación de las restauraciones de las imágenes procesionales, conjuntamente con las cofradías e instituciones, la asistencia a Encuentros y Congresos Nacionales y todo lo que contribuya al engrandecimiento de la Semana Santa charra y de sus cofradías. Su ámbito territorial de actuación se circunscribe a los límites municipales de Salamanca.

## Historia
Fue fundada en 1942 bajo el título de Junta Permanente de Semana Santa de Salamanca con el objetivo de engrandecer la Semana Santa. Entre sus primeros objetivos estuvieron recuperar las tradiciones que por aquellos tiempos se habían perdido en las celebraciones de la Semana Santa salmantina, como eran el Acto del Descendimiento o la Procesión del Resucitado.
Las cofradías firmantes del acta fundacional fueron la Vera Cruz, Jesús Nazareno, Jesús Rescatado, La Soledad y el Cristo de la Agonía. Las cofradías que fueron creándose después de 1942 se han ido integrando en el órgano rector. Las cofradías del Cristo del Amparo, N. P. Jesús de la Promesa y el Cristo de las Batallas también formaron parte de la Junta de Semana Santa hasta que cesaron sus actividades durante la década de 1970. 
En 1995 cambió sus estatutos, adaptados al nuevo Código de Derecho Canónico, y estructura pasando a denominarse Junta de Cofradías, Hermandades y Congregaciones de la Semana Santa de Salamanca, y a ser asociación pública de fieles. La nueva organización pasó a tener un presidente laico elegido por las cofradías, según el anterior reglamento anterior el presidente era el obispo de la diócesis. A raíz de los cambios, la Hermandad del Cristo del Amor y de la Paz abandonó la Junta de Semana Santa. Con la nueva estructura se sanearon las cuentas, se diseñó el escudo actual de la junta, se consiguieron las declaraciones de Interés Turístico Regional y Nacional y se colaboró con el Ayuntamiento de Salamanca en la declaración de Interés Internacional. También a partir de este momento se inició el programa de restauración de las imágenes de las distintas cofradías y se recuperó la edición de la revista Christus.
La Hermandad del Cristo del Amor y de la Paz volvió a ingresar en el organismo en 2005, con lo que la totalidad de las hermandades existentes forman parte de la Junta. Durante el periodo que estuvo desvinculada, la gestión de los permisos necesarios para el desfile procesional de esta hermandad la hacía ella misma ante el Ayuntamiento de Salamanca. A efectos formales, el Ayuntamiento concedía los permisos como si de una manifestación política se tratase.
Un nuevo cambio de estatutos, realizado en 2016, le dio su denominación actual.En 2017, coincidiendo con su 75 aniversario, recibió la Medalla de Oro de la ciudad, junto al equipo de baloncesto Perfumerías Avenida.

## Actos
Los actos más importantes organizados por la Junta de Semana Santa son el Vía Crucis de la Junta en la Catedral, el Pregón de Semana Santa, la celebración del día del Cofrade, la convocatoria del Concurso Fotográfico y edición del Cartel Anunciador de la Semana Santa (en colaboración con el Ayuntamiento de Salamanca), la publicación de la revista Christus, oficial de la Semana Santa, y la representación del Miserere de Doyagüe, recuperada en 2013, que desde 2018 se celebra en la Catedral.

## Listado de cofradías integradas en la Junta
| Hermandad | Hermandad | Fecha de fundación                                           |
| --------- | --- | ------------------------------------------------------------ |
|           | Ilustre Cofradía de la Santa Cruz del Redentor y de la Purísima Concepción, su Madre (Vera Cruz) | 3 de mayo de 1506 (orígenes en el siglo XIII)                |
|           | Hermandad de Nuestra Señora de la Soledad | 22 de mayo de 1645 (Incorporación a la Semana Santa en 1890) |
|           | Congregación de Jesús Rescatado y Nuestra Señora de las Angustias | 1682 (Incorporación a la Semana Santa en 1860)               |
|           | Ilustre y Venerable Congregación de Jesús Nazareno y el Santo Entierro | 1 de mayo de 1689                                            |
|           | Seráfica Hermandad de Nazarenos del Stmo. Cristo de la Agonía | 8 de marzo de 1926                                           |
|           | Hermandad Dominicana del Stmo. Cristo de la Buena Muerte, N. P. Jesús de la Pasión, Ntra. Sra. de los Dolores y Ntra. Sra. de la Esperanza | 27 de marzo de 1944                                          |
|           | Hermandad de N. P. Jesús del Perdón | 8 de diciembre de 1944                                       |
|           | Hermandad de N. P. Jesús Amigo de los Niños | 1945                                                         |
|           | Hermandad Universitaria del Stmo. Cristo de la Luz y Ntra. Sra. Madre de la Sabiduría | 13 de marzo de 1948                                          |
|           | Hermandad de N. P. Jesús Flagelado | 7 de abril de 1948 (orígenes en 1913)                        |
|           | Cofradía de la Oración en el Huerto de los Olivos | 1952                                                         |
|           | Hermandad del Cristo del Amor y de la Paz | 2 de febrero de 1971                                         |
|           | Real Cofradía Penitencial del Stmo. Cristo Yacente de la Misericordia y de la Agonía Redentora | 5 de mayo de 1984                                            |
|           | Hermandad del Silencio | 2 de enero de 1986                                           |
|           | Hermandad del Vía Crucis | 29 de septiembre de 1989                                     |
|           | Hermandad Sacramental, Mercedaria y de Penitencia de Nuestro Padre Jesús Despojado de sus Vestiduras y María Santísima de la Caridad y del Consuelo                                                                                                 | 3 de marzo de 2008                                           |
|           | Hermandad Franciscana del Santísimo Cristo de la Humildad | 14 de octubre de 2016                                        |
|           | Real y Pontificia Archicofradía Sacramental de María Santísima Madre de Dios del Rosario, nazarenos de Ntro. Padre Jesús de la Redención en la Institución de la Sagrada Eucaristía, María Stma. del Dulce Nombre, San Juan Evangelista y San Pío V | 16 de junio de 2019                                          |